# Nintendo Optical Disc
Nintendo Optical Disc (en español Disco Óptico de Nintendo) es el formato de distribución de videojuegos exclusivamente en consolas de Nintendo con el formato base de videojuegos en discos ópticos. La primera consola en utilizar este formato fue la Nintendo GameCube en 2001, más tarde la Wii en 2006 también utilizó este formato, el último en utilizar este formato fue la Wii U en 2012, siendo remplazada por el Nintendo Switch Game Card en la consola Nintendo Switch. Los discos son leídos exclusivamente en las consolas de Nintendo, el formato está hecho especialmente para no ser leído en computadoras, en grabadoras o estéreos compatibles con el formato de CD y tampoco en reproductores de DVD o Blu-Ray, esto principalmente para evitar la piratería y el copiado de juegos.

## Historia

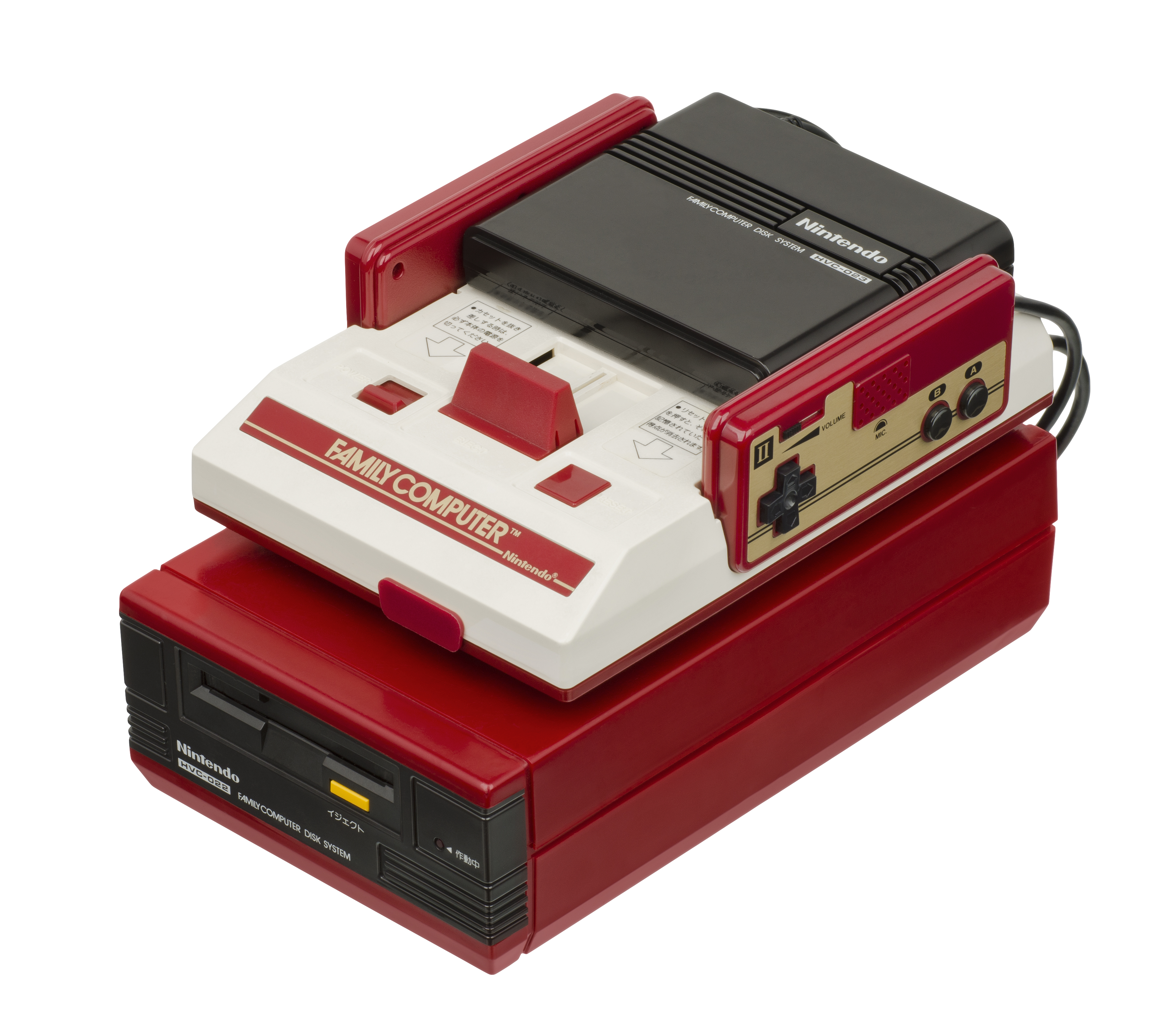
Consola Family Computer con el periférico Famicom Disk System.

Desde la época de la Famicom/NES, Nintendo apostó fuertemente por el uso del formato de cartuchos como almacenamiento y distribución de videojuegos, sin embargo, Nintendo también experimentó con el uso de discos magnéticos con el periférico Famicom Disk System en 1986, el cual almacenaba más espacio y tenía un menor costo de producción a diferencia de los cartuchos luego del incremento de precios en varios chips, sin embargo, Nintendo volvió a producir cartuchos debido a que el periférico no vendió lo esperado, además que los componentes para los cartuchos bajaron de precio a finales de 1988, se volvieron más accesibles y su tecnología se mejoró para conservar más almacenamiento y la posibilidad de guardar datos gracias a una batería internamente en el cartucho, misma razón por la que el periférico no salió de Japón. 

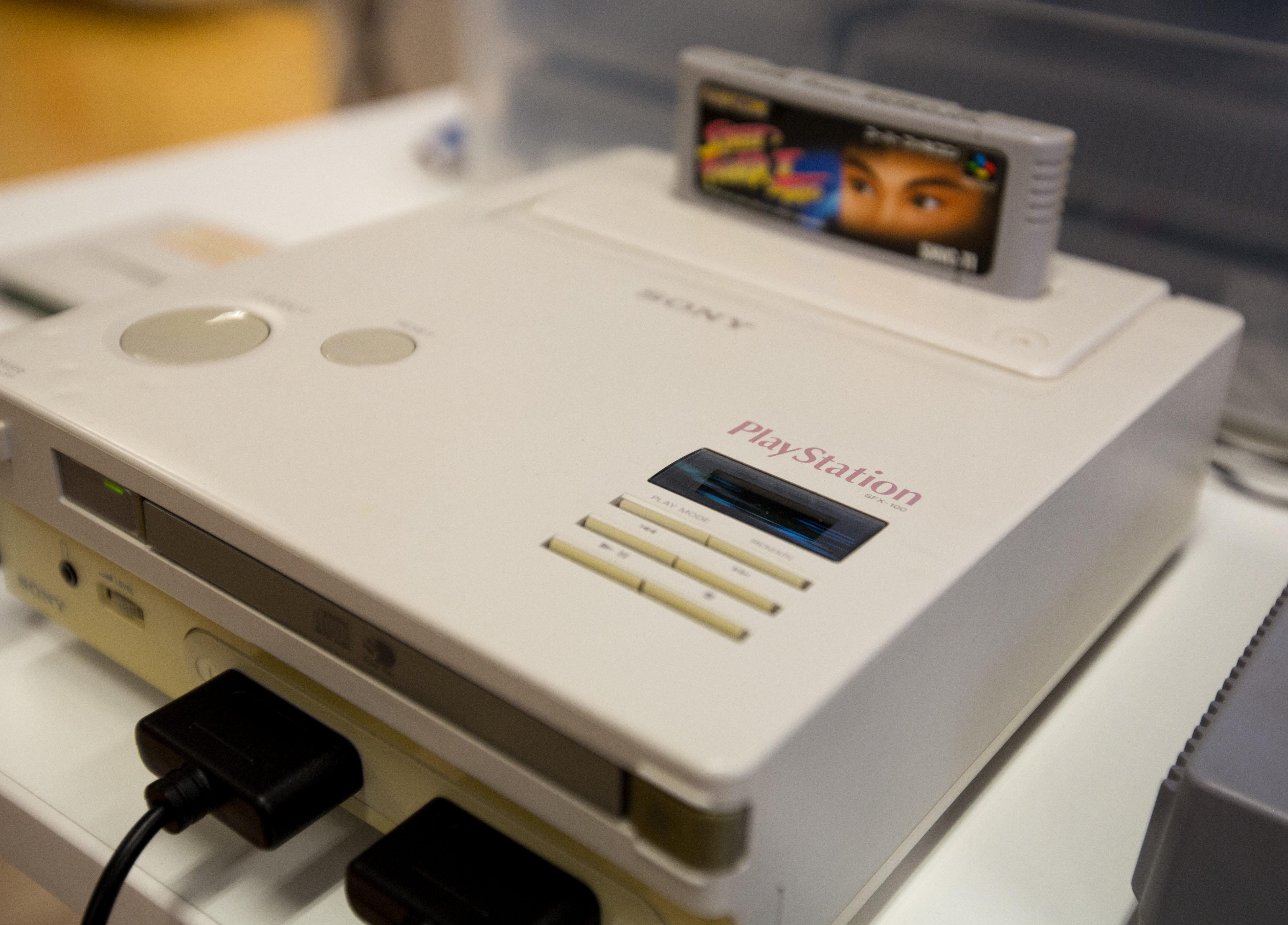
Prototipo de SNES-CD, también llamado Nintendo PlayStation.

En la era del SNES, Nintendo volvió a producir cartuchos como un formato principal de distribución y almacenamiento de sus videojuegos, sin embargo, cuando su competencia directa, Sega, había lanzado el periférico Sega CD en 1991 para su consola Mega Drive/Sega Genesis, fue así que Nintendo empezó a planificar junto con Sony un periférico para la SNES que pudiera leer videojuegos en formato CD, llevando por nombre en clave SNES-CD (o Super Disc), sin embargo, la alianza entre Sony y Nintendo no prosperó muy bien y rompieron relaciones, dejando inconcluso el proyecto, pero que inspiraría a Sony a crear su primera consola de videojuegos, en cuanto a Nintendo, decidió aliarse con la empresa Philips para seguir con el prototipo, pero al final el proyecto terminó siendo cancelado por diversos motivos, por lo que Nintendo siguió usando los cartuchos como formato principal. 

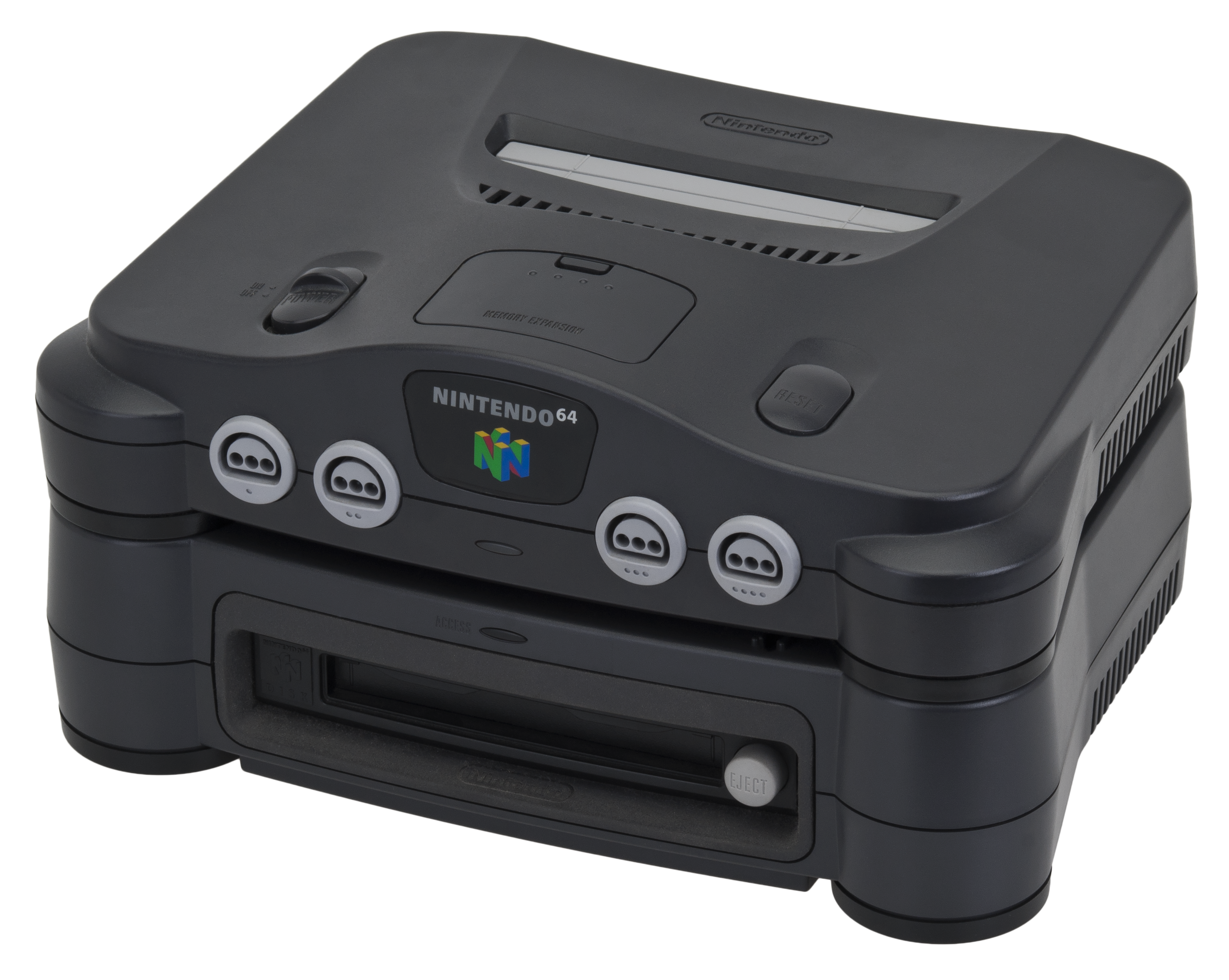
Consola Nintendo 64 con el periférico 64DD.

Nintendo continuó utilizando cartuchos para Nintendo 64 a pesar de que la competencia (PlayStation y Sega Saturn) ya habían asimilado el CD como soporte de distribución de videojuegos. La piratería azotaba duramente a sus rivales y Nintendo decidió seguir utilizando cartuchos, a pesar de todas las ventajas que ofrecían los CD, para evitar la misma situación que las compañías rivales.
A pesar de que los Mini-CD eran más rápidos que los discos compactos normales, llegando a ser rápidos como un cartucho.
Como un intento de rivalizar con el formato CD, en 1999 se lazó el periférico Nintendo 64DD que al igual que el Famicom Disk System, tenía una mayor capacidad de memoria al utilizar discos magnéticos como formato, el cual se usó para distribuir expansiones de algunos videojuegos como el de F-Zero X o videojuegos completos que requerían un mayor uso de memoria que en los cartuchos, como el caso de la serie Mario Artist, sin embargo, el periférico fue un enorme fracaso en ventas y no salió de Japón, misma razón por la que varios videojuegos planeados para el 64DD se cancelaron o cambiaron su desarrollo para el Nintendo 64 convencional, recortando mucho contenido en sus desarrollos. 
En el E3 de 1999 cuando Nintendo reveló los primeros detalles sobre el prototipo para su futura consola (Project Dolphin, nombre en clave para el prototipo de GameCube), Nintendo había anunciado una colaboración con la empresa Panasonic para la creación de un motor de lectura de discos compactos, cuando la noticia se dio a conocer, muchos medios de noticias y fanáticos recibieron muy positivamente la noticia de que finalmente Nintendo usaría discos en vez de cartuchos. 
La primera consola de Nintendo en utilizar discos fue la Nintendo GameCube (2001-2007), los discos de esta consola eran similares a los MiniDVD, luego fue la Wii (2006-2019), cuyos discos eran exactamente igual a los DVD convencionales y la última consola de la compañía en usar este tipo de almacenamiento, fue Wii U (2012-2018), la cual, sus discos eran de la misma tecnología que de un Disco Blu-ray de una capa.
Con la llegada de Nintendo Switch en 2017, Nintendo regresó al uso de cartuchos como formato principal, al parecer se debe al tamaño reducido de la consola y por la capacidad de ser híbrida (Sobremesa y portátil) aunque con un mayor espacio de almacenamiento que los discos de Wii U.

## Tipos y especificaciones
Existen tres tipos de discos ópticos fabricados por Nintendo:

### GameCube Optical Disc

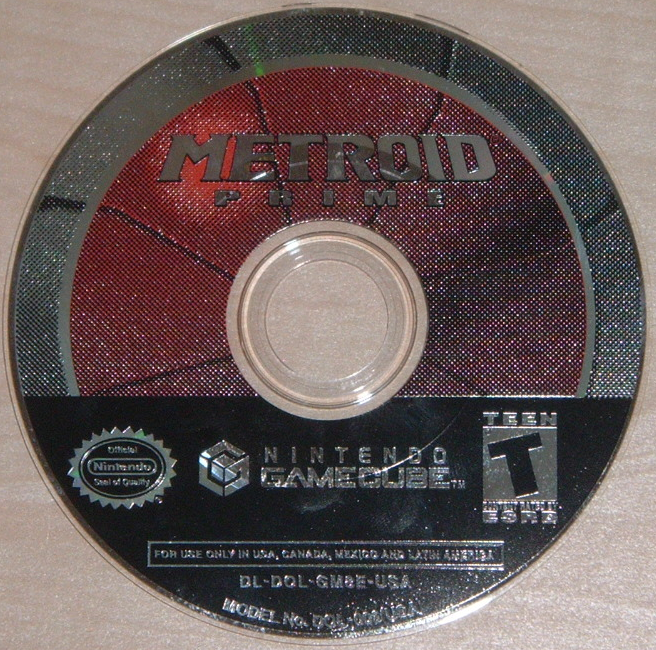
Disco de GameCube del videojuego Metroid Prime.

Los GameCube Optical Disc (DOL-006) son los discos ópticos utilizados para la distribución de videojuegos para la consola Nintendo GameCube. Son discos con un tamaño de 8cm de diámetro cuya capacidad máxima es de 1.46 gigabytes de almacenamiento y con una reproducción de calidad de imagen de 480p como máximo y con una tecnología que lee a una velocidad angular constante (CAV). En ocasiones era necesario más de un disco para almacenar un juego completo, los ejemplos más conocidos de juegos que utilizaron esa técnica son los juegos como Tales of Symphonia, Baten Kaitos: Eternal Wings and the Lost Ocean, los títulos de la saga Resident Evil en dicha consola (Zero, Remake, Code: Veronica y 4) o también el remaster Metal Gear Solid: The Twin Snakes.
Dicho formato fue mal recibido principalmente por las compañías Third Parties que consideraban que el reducido tamaño de los discos y el poco espacio de almacenamiento de los mismos hacía que fuera muy difícil hacer juegos o portear juegos de una consola diferente al GameCube, y debido a que a diferencia de sus principales competidoras (PlayStation 2 y Xbox) quienes habían optado por utilizar discos DVD como formato base, ocasionó que muchas compañías no quisieran hacer juegos para el GameCube, mientras que las que si aceptaron se limitaron a reducir la calidad de imagen o la calidad gráfica de los juegos, recortar contenido o usar el método de 2 discos por juego aunque esto elevara el costo de producción.
Por parte del público, aunque si bien al principio les agradó que Nintendo por fin utilizara discos como formato base, debido a las diferencias entre las 2 consolas rivales junto con la capacidad de poder reproducir películas en DVD en las otras consolas, ocasionaron que muchos no quisieran comprar la GameCube por considerarla una consola sin contenido multimedia, una de las razones del fracaso comercial de la consola.
El GameCube Optical Disc dejó de producirse en 2007 y únicamente los juegos se seguían vendiendo por la capacidad retrocompatible de Wii hasta 2010. El último videojuego en utilizar este formato fue Madden NFL 08.

### Wii Optical Disc

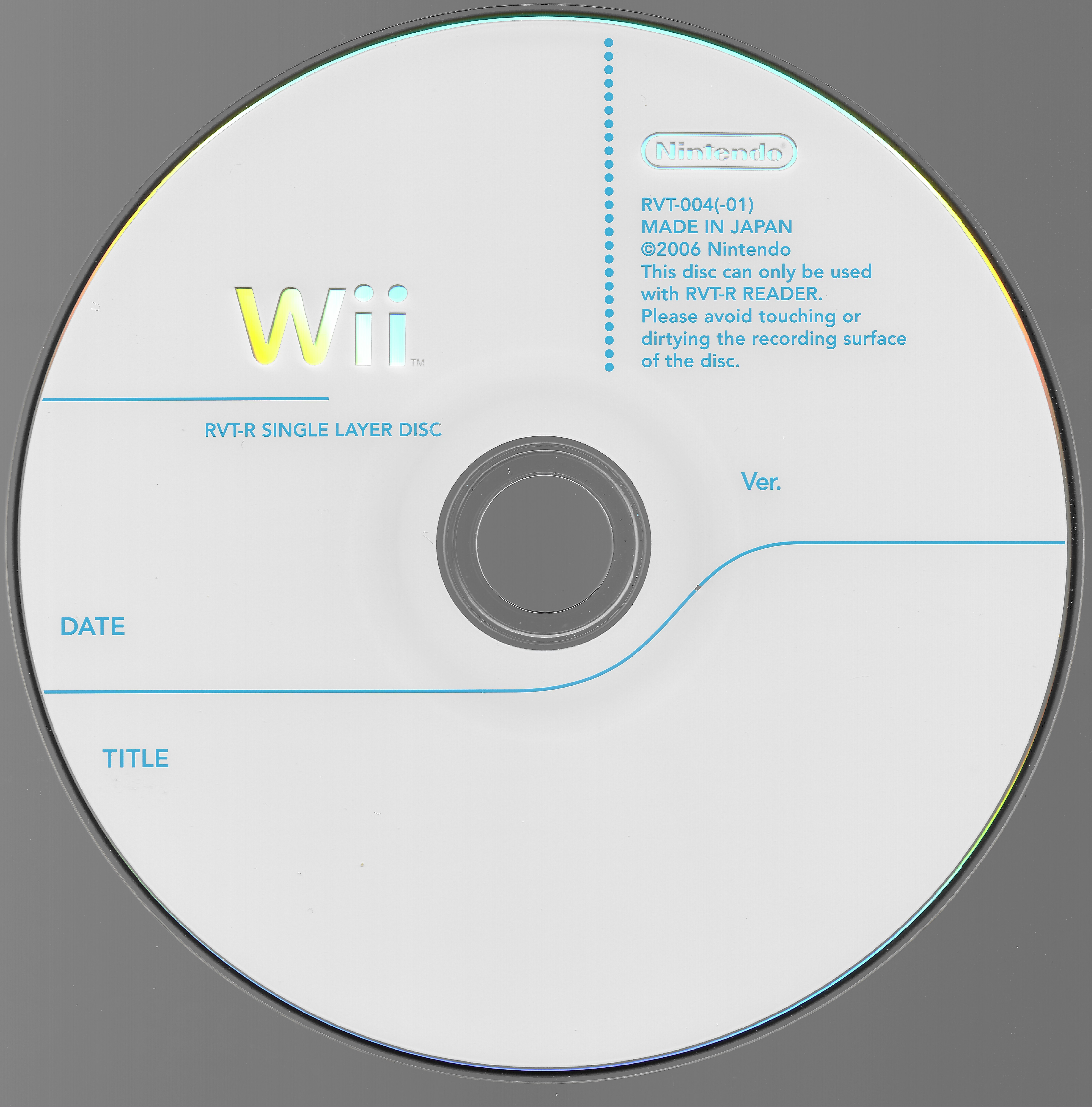
Etiqueta lateral del disco RVT-R para Wii.

Wii Optical Disc (RVL-006) es el formato de disco óptico utilizado por Nintendo para la distribución de videojuegos para la consola Wii. Su tamaño y capacidad son los mismos que los de un DVD convencional (DVD5, 4.7 GB) y con una reproducción de calidad de imagen de 480p como máximo. A diferencia de su predecesor, los Wii Optical Disc permiten almacenar el videojuego completo en un único disco. También existen únicamente 8 videojuegos para Wii que tuvieron que ser almacenados en un disco de doble capa (8.54 GB), estos fueron: Super Smash Bros. Brawl, Sakura Wars: So Long My Love, Samurai Warriors 3, Metroid Prime Trilogy, Metroid: Other M, Xenoblade Chronicles, Disney infinity y The Last Story. El único videojuego para la consola que estuvo disponible en 2 discos fue Dragon Quest X, que tenía 2 discos de doble capa para almacenar el juego completo.
El formato tuvo un mejor recibimiento de las empresas Third Parties quienes consideraron una buena idea el usar discos de mayor capacidad, no obstante unas cuantas compañías se quejaron porque no era un disco DVD normal que era más fácil y barato de producir.
Por parte del público, aunque si bien aún no les gustaba que Nintendo no agregara un reproductor de películas en DVD, en general fue bien recibido y no hubo muchas quejas a diferencia del formato pasado del GameCube (El cual el primer modelo del Wii tenía retrocompatibilidad con los discos de GameCube). Las únicas quejas del público fueron los problemas causados por los discos de doble capa que causaban al principio inconvenientes para que la Wii los reprodujera.
El Wii Optical Disc fue el formato que más tiempo duró en producción desde 2006 hasta su descontinuación en 2020, siendo el videojuego Shakedown: Hawaii el último videojuego publicado oficialmente para Wii por tiempo limitado (Lanzado solo en Europa, en Estados Unidos Just Dance 2020 se lanzó como el último videojuego oficial de Wii en 2019), mientras que los videojuegos de Wii se siguieron vendiendo hasta 2020 por su retrocompatibilidad con Wii U.

### Wii U Optical Disc

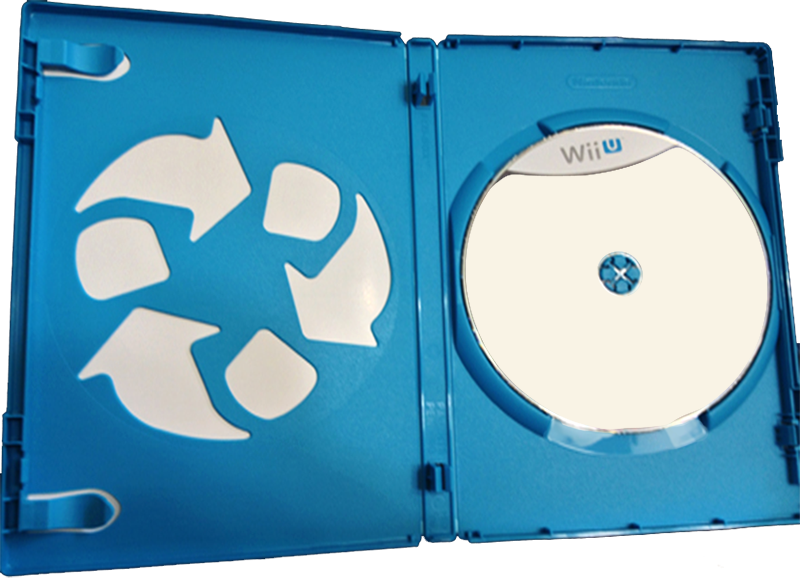
Estuche para juegos de Wii U con disco.

Wii U Optical Disc (WUP-006) es el nombre del formato de disco óptico que utilizó Nintendo para la distribución de videojuegos para la consola Wii U. Con capacidades comparables a un Disco Blu-ray convencional como puede ser una resolución Full HD de 1080p con la capacidad de almacenamiento de 25 GB para una capa.
El formato de los discos de Wii U tuvo una recepción tibia principalmente porque no era un disco de Blu-Ray normal, pero que afortunadamente tenía el suficiente espacio de almacenamiento que un disco Blu-Ray común de la época y de las consolas rivales (Xbox One y PlayStation 4), aunque sin embargo, no llegó a presentar su mayor potencial debido a las bajas ventas del Wii U y por la capacidad de incluir datos extra de los videojuegos por medio de descargas digitales.
Los Wii U Optical Disc fueron descontinuados en 2018, Just Dance 2019 fue el último juego publicado oficialmente por Nintendo, aunque en 2020 el videojuego Shakedown: Hawaii se lanzó con este formato por tiempo limitado.

## Burst cutting area

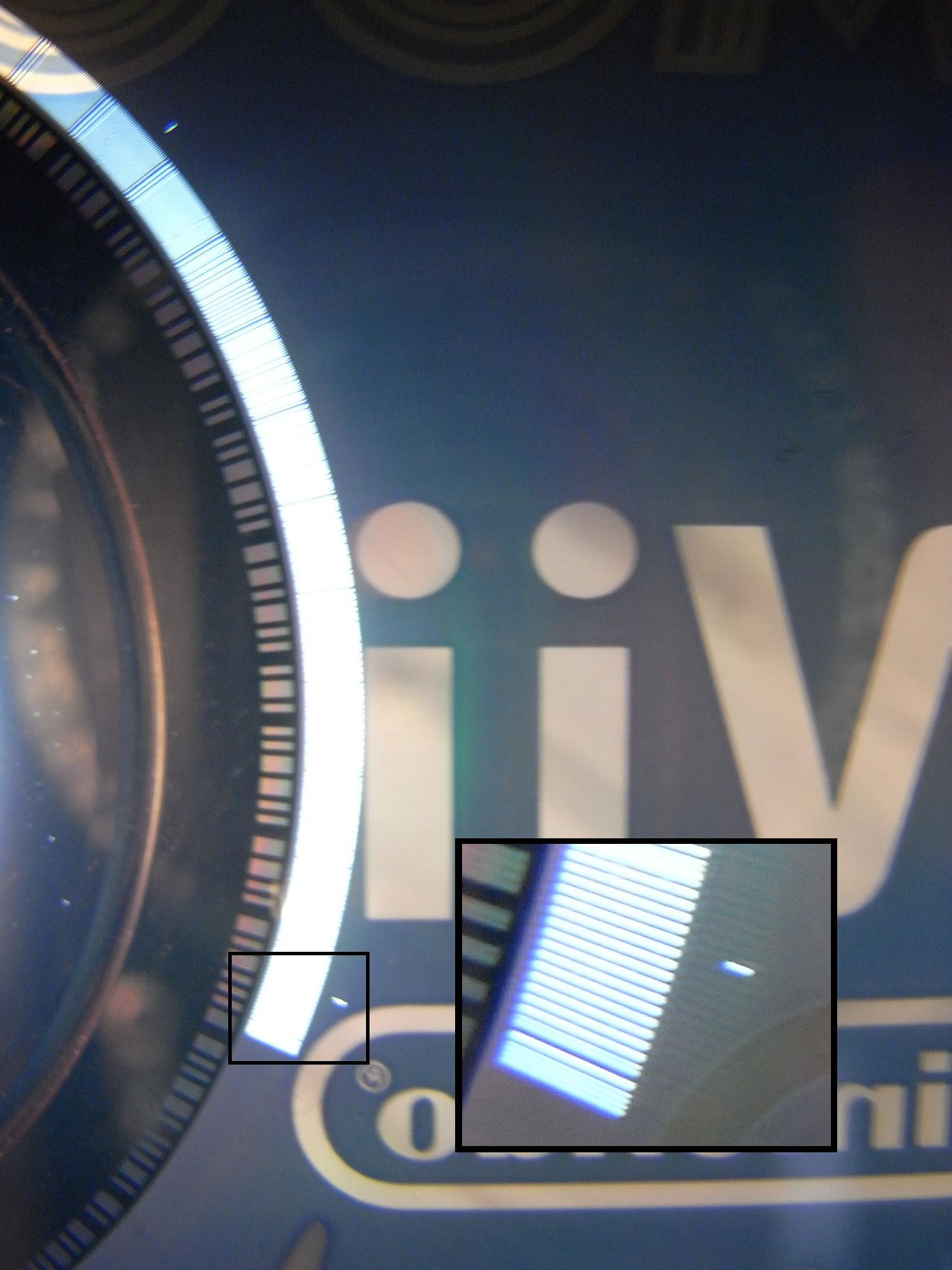
Una sección del BCA de un disco óptico de Nintendo con dos de los seis cortes adicionales visibles

Cada disco óptico de Nintendo contiene una marca de área de corte en ráfaga (BCA), un tipo de código de barras que se escribe en el disco con un Láser Nd-YAG. Los datos almacenados en esta marca BCA incluyen una tabla encriptada relacionada con la mecánica de protección contra copia basada en hardware, además de 64 bytes de datos accesibles para el usuario sin encriptar. Los discos de Wii U no usaron BCA.
Una marca BCA es visible a simple vista. Es diferente de la marca IFPI que está en todos los discos ópticos. BCA se describe en el Anexo K de la especificación física y se puede ver entre el radio 22,3 ± 0,4 mm y 23,5 ± 0,5 mm. También hay seis pequeños cortes espaciados uniformemente adicionales, visibles con una fuente de luz fuerte, ubicados justo fuera del radio BCA, que están relacionados con la protección contra copias. Su valor como mecanismo de protección contra copias disminuyó después de que Datel descubriera que el mismo patrón podía grabarse en el DVD en lugar de tener que cortarlo con precisión más tarde.
New Super Mario Bros. Wii fue el primer juego de Wii en utilizar el BCA como parte de un control antipiratería; sin embargo, estaba agrietado.

## Problemas técnicos
Los juegos de Wii que se almacenan en discos de doble capa dieron muchos problemas a la hora de que algunas consolas Wii no los leyeran debido a la suciedad de la lente. Esto se vio principalmente agravado debido al lanzamiento de Super Smash Bros. Brawl en 2008, por lo que Nintendo of America dio un comunicado para la reparación gratuita de ese fallo en la Wii o de otra manera estuvo a la venta un "Kit de limpieza del lente Oficial de Nintendo".